# Hoffman (Illinois)
Pour les articles homonymes, voir Hoffman.
Hoffman est un village du comté de Clinton dans l'Illinois, aux États-Unis,. Il est incorporé le 19 juillet 1950.

## Histoire
À l'origine, la communauté est connue en tant qu'Osnabruck, car les premiers pionniers sont originaires d'Osnabrück en Allemagne. Le village est fondé en 1873.

## Démographie
Lors du recensement de 2010, le village comptait une population de 508 habitants. Elle est estimée, en 2016, à 491 habitants.

## Source de la traduction
- (en) Cet article est partiellement ou en totalité issu de l’article de Wikipédia en anglais intitulé « Hoffman, Illinois » (voir la liste des auteurs).